# Drewniana łyżka
Drewniana łyżka (ang. wooden spoon) – antynagroda przyznawana indywidualnie bądź dla drużyny za zajęcie ostatniego miejsca w danej konkurencji (niekiedy również za drugie miejsce). Początkowo rozdawana w środowiskach akademickich (University of Cambridge), zyskała następnie popularność jako trofeum sportowe, głównie w Wielkiej Brytanii i krajach Commonwealthu.

## Rugby union
W rugby union drewniana łyżka jest nieoficjalną nagrodą (lub antynagrodą) przyznawaną, według różnych źródeł albo za zajęcie ostatniego miejsca w Pucharze Sześciu Narodów, albo za przegranie wszystkich meczów w turnieju. Jedną z pierwszych wzmianek o nagrodzie była notatka z 1884 roku w South Wales Daily Post o tym, że mecz Irlandia – Walia będzie decydował o tym, czy drużyna Irlandii zostanie zdobywcą haniebnej Drewnianej Łyżki.
| Szkocja  | 15 | 1902, 1911, 1914, 1947, 1952, 1953, 1954, 1968, 1978, 1980, 1985, 1994, 2004, 2012, 2015 |
| Irlandia | 13 | 1884, 1885, 1886, 1891, 1895, 1909, 1960, 1977, 1981, 1984, 1986, 1992, 1998             |
| Włochy   | 9  | 2001, 2002, 2005, 2009, 2016, 2017, 2019, 2020, 2021                                     |
| Francja  | 8  | 1910, 1912, 1913, 1914, 1920, 1925, 1929, 1957                                           |
| Anglia   | 7  | 1899, 1901, 1903, 1905, 1907, 1972, 1976                                                 |
| Walia    | 5  | 1889, 1892, 1990, 1995, 2003                                                             |